# Mannlicher M1886
Il Mannlicher M1886 era un fucile austro-ungarico, adottato nel 1886. Fu il primo fucile a otturatore scorrevole a entrare in servizio in una forza armata.

## Storia

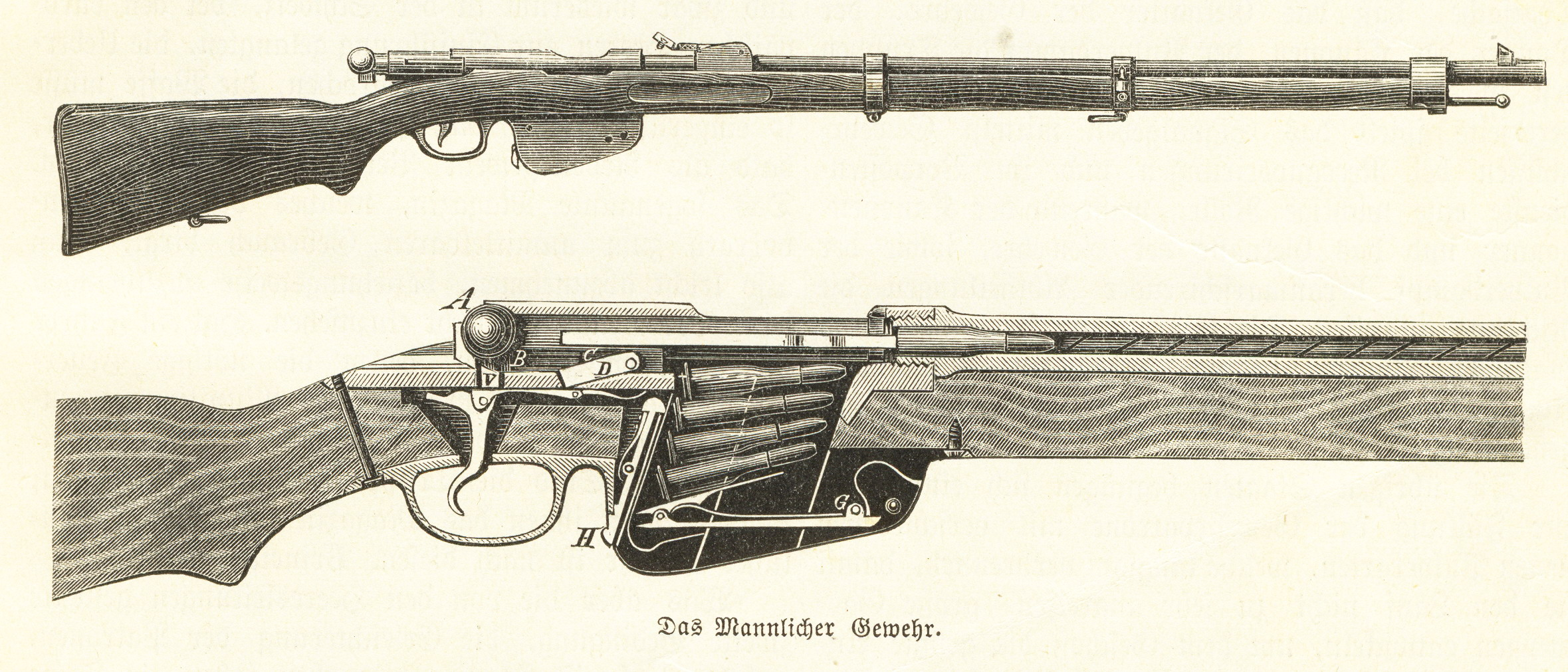
Disegno di un Mannlicher M1886, senza la clip en bloc da 5 colpi necessaria al suo funzionamento

Il M1886 era un miglioramento del Mannlicher M1885, un prototipo sviluppato come sostituto dell'obsoleto Werndl-Holub M1867 monocolpo ad otturatore ribaltabile. Fu il primo fucile d'ordinanza austro-ungarica ad introdurre il foro di caduta della clip esaurita, sul fondo del serbatoio. Venne realizzato sia nella versione fucile lungo per la fanteria che nella versione carabina per cavalleria ed gendarmeria.

## Conversioni
Tra il 1888 ed il 1892 il 95% dei fucili M86 venne convertito al calibro 8 × 52 mm R Mannlicher, assumendo la denominazione M1886/88.